# Тімоті Пік
Тімоті Найджел Пік (англ. Timothy Nigel Peake; народ. 7 квітня 1972, Чичестер, графство Західний Сассекс, Велика Британія) — англійський льотчик армійської авіації, астронавт ЕКА, майор. 15 грудня 2015 року як бортінженер почав космічний політ на транспортному пілотованому кораблі «Союз ТМА-19М» до Міжнародної космічної станції. Учасник основних космічних експедицій МКС-46/МКС-47.

## Біографія
Тімоті Найджел Пік народився 7 квітня 1972 року в місті Чичестер англійського графства Західний Сассекс у сім’ї Найджела і його жінки Ребекки Пік. У 1990 році закінчив середню школу для хлопчиків у графстві Західний Сассекс. Під час навчання в школі, протягом шести років входив до об’єднаного кадетського корпусу. У 1990 році вступив до Королівської військової академії в м. Сандхерст (графство Беркшир Англія).

## Космічна підготовка

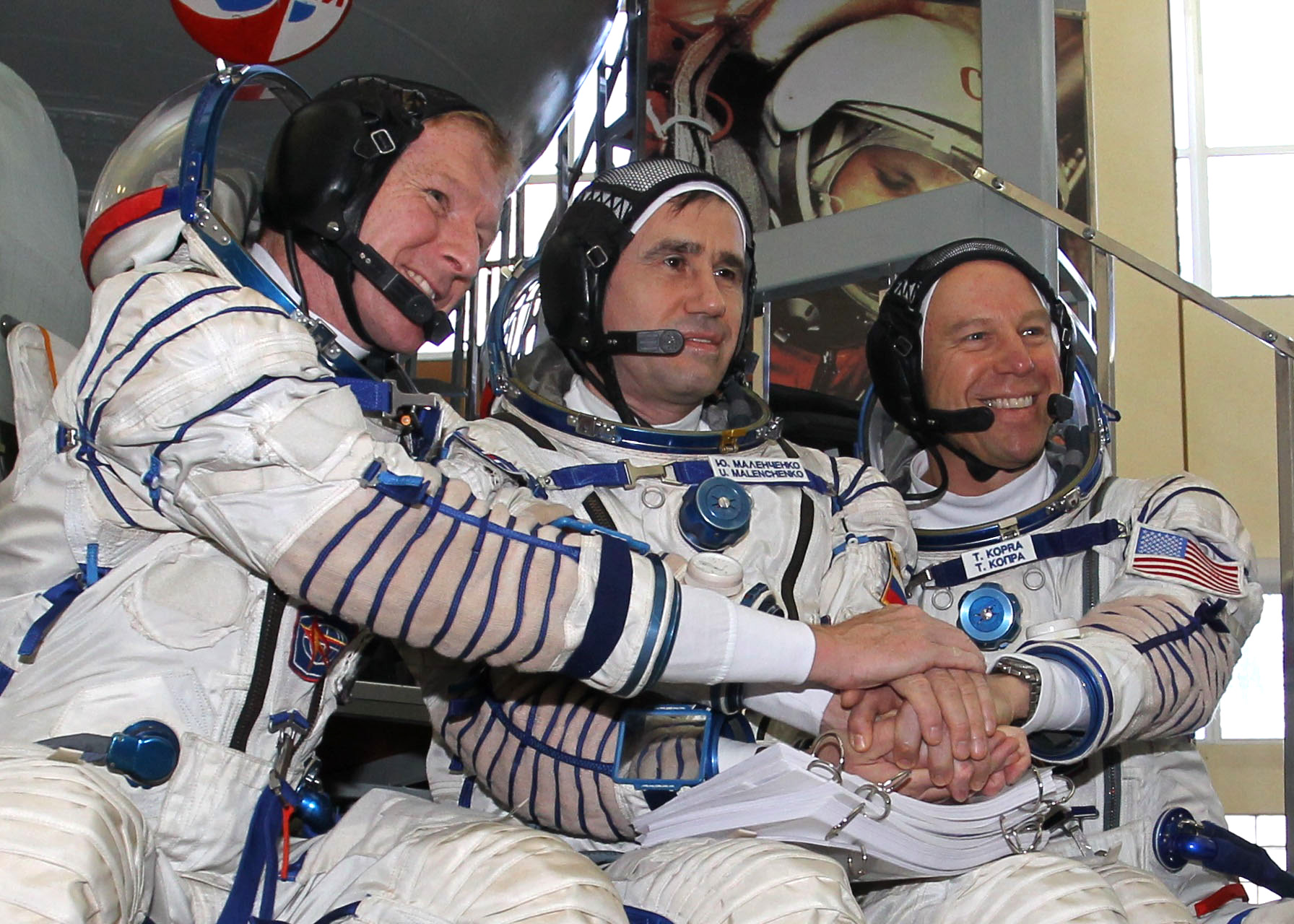
Екіпаж «Союз ТМА-19М».
Зліва направо: Т. Пік, Ю. Маленченко і Т. Копра

20 травня 2009 року Тімоті Пік був відібраний до загону астронавтів ЄКА під час четвертого набору, серед 8000 інших претендентів на одне місце із шести.

## Перший політ
Стартував у космос 15 грудня 2015 року у складі екіпажу корабля Союз ТМА-19М разом з Юрієм Маленченко (Росія) і Тімоті Копра (США). Приземлився 18 червня 2016 року в 12:15 мск. Час перебування Тімоті Піка на орбіті, у складі екіпажу експедиції МКС-46/47 склав 186 діб.
Під час космічного польоту Т. Пік планував 24 квітня 2016 року взяти участь у Лондонському марафоні і пробігти на борту МКС по біговій дорожці 42 кілометра 195 метрів.

## Сім’я
- У сім'ї двоє дітей. Син — Томас Пік (Thomas Peake, народ. в 2009 році).

## Захоплення
Лижний спорт, легкоатлетичний крос, учасник Лондонського марафону у 1999 році, альпінізм, спелеологія, читання, квантова фізика та авіація.